# 솔트 오브 어스
솔트 오브 어스(Salt Of The Earth)는 미국에서 제작된 허버트 J. 비버만 감독의 1954년 영화이다. 윌 기어 등이 주연으로 출연하였고 폴 자리코 등이 제작에 참여하였다.
이 영화는 1992년에 미국 국립영화등기부의 보존물로 등재되었다.

## 출연

### 주연
- 윌 기어
- 데이빗 월프

### 조연
- 찰스 콜맨